# Paraspathulina
Paraspathulina este un gen de muște din familia Tephritidae.

Cladograma conform Catalogue of Life:
| Paraspathulina | \| \| Paraspathulina apicomacula \| \| \| \| \| \| Paraspathulina eremostigma \| \| \| \| \| \| Paraspathulina trimacula \| \| \| \| |
|                | \| \| Paraspathulina apicomacula \| \| \| \| \| \| Paraspathulina eremostigma \| \| \| \| \| \| Paraspathulina trimacula \| \| \| \| |
|                | Paraspathulina apicomacula |
|                | |
|                | Paraspathulina eremostigma |
|                | |
|                | Paraspathulina trimacula |
|                | |